# El-Adem
el-Adem è una piccola località e zona militare della Libia, situata 24 chilometri a sud della città portuale di Tobruch e circa 30 metri sul livello del mare che ospita la Base aerea Gamal Abd el-Nasser dell'Aeronautica libica, una volta conosciuta come Royal Air Force Station El Adem.

## Descrizione
Parte della colonia della Libia italiana dal 1911 e stabilmente dai primi anni trenta, vi fu costruita una base aerea militare che era in uso da parte della 5ª Squadra aerea della Regia Aeronautica al giugno 1940 con la 127º Squadriglia Osservazione Aerea, la 137ª Squadriglia Osservazione Aerea ed il 14º Stormo Bombardieri. 
Dal settembre successivo vi operava la 278ª Squadriglia.
Nel corso dei successivi oscillamenti del fronte, el-Adem ospitò a varie riprese numerose unità appartenenti alla RAF, tra squadroni, stormi, unità di manutenzione e riparazione; il periodo di più intenso utilizzo si verificò nella prima metà del 1942. La base fu denominata dai britannici "Landing Ground 144".

Il vice maresciallo Raymond Collishaw a El-Adem nel gennaio 1941

In seguito alla totale sconfitta dello schieramento italo-tedesco nella seconda battaglia di El Alamein e alla lenta avanzata verso ovest dell'8ª Armata britannica, el-Adem divenne una base permanente della RAF a partire dal dicembre 1942 sino al 16 settembre 1944, quando l'aeroporto militare fu chiuso e l'unità che vi stazionava (il 336 Squadron) trasferita in altro luogo.
Nel dopoguerra fu eletta a scalo del RAF Desert Rescue Team e base di rifornimento per i voli del Transport Command: questa presenza britannica nel Regno Unito di Libia, costituitosi dopo la fine dell'amministrazione fiduciaria anglo-francese sulla ex colonia, fu regolamentata da un trattato sottoscritto nel 1953 da Londra e Tripoli.
Dopo il colpo di Stato del 1º settembre 1969 che detronizzò re Idris e a consultazioni tra Londra e il sedicente Consiglio del Comando della rivoluzione, guidato dal colonnello Muʿammar Gheddafi, la RAF ebbe tempo sino al 31 marzo 1970 per sgomberare uomini e mezzi. L'evacuazione avvenne per fasi via mare, mediante sette vascelli che presero a bordo anche il personale dell'esercito stanziato vicino a Tobruch. El-Adem fu chiusa il 23 marzo 1970 o il 28 marzo 1970.
Il governo libico si riappropriò presto dell'aeroporto e lo ridenominò Gamal Abd el-Nasser in onore del presidente egiziano Gamal Abd el-Nasser.

## Clima
| Mese                | Mesi | Mesi | Mesi | Mesi | Mesi | Mesi | Mesi | Mesi | Mesi | Mesi | Mesi | Mesi | Stagioni | Stagioni | Stagioni | Stagioni | Anno |
| Mese                | Gen  | Feb  | Mar  | Apr  | Mag  | Giu  | Lug  | Ago  | Set  | Ott  | Nov  | Dic  | Inv      | Pri      | Est      | Aut      | Anno |
| ------------------- | ---- | ---- | ---- | ---- | ---- | ---- | ---- | ---- | ---- | ---- | ---- | ---- | -------- | -------- | -------- | -------- | ---- |
| T. max. media (°C)  | 17   | 19   | 21   | 24   | 28   | 31   | 31   | 32   | 29   | 27   | 24   | 19   | 18,3     | 24,3     | 31,3     | 26,7     | 25,2 |
| T. min. media (°C)  | 7    | 7    | 9    | 12   | 15   | 18   | 20   | 21   | 18   | 16   | 12   | 8    | 7,3      | 12       | 19,7     | 15,3     | 13,6 |
| Precipitazioni (mm) | 23   | 18   | 10   | 0    | 5    | 0    | 0    | 0    | 3    | 13   | 5    | 20   | 61       | 15       | 0        | 21       | 97   |